# Jonas Brothers Fall 2005 Promo Tour
Die Jonas Brothers Fall 2005 Promo Tour war die Debüttour der aus den USA stammenden Pop-Band Jonas Brothers. Sie fand vom 8. November bis zum 19. Dezember 2005 statt, noch bevor die Band ihr Debütalbum veröffentlichte.

## Hintergrund und Wissenswertes
Die Tour beinhaltete 17 Shows in Amerika. Die Shows vom 6. Dezember bis zum 17. Dezember waren mit den Konzerten der Cheetah-licious Christmas Tour der Band The Cheetah Girls gekoppelt, die Jonas Brothers traten gemeinsam mit dem Pop-Duo 78violet (damals noch Aly & AJ) als Vorband der Girlgroup auf. Am 6. Dezember gaben die Musiker zwei Konzerte an einem Abend.

## Konzerte
| Datum             | Stadt         | Land               | Veranstaltungsort                     |
| ----------------- | ------------- | ------------------ | ------------------------------------- |
| Nordamerika       |               |                    |                                       |
| 8. November 2005  | Boston        | Vereinigte Staaten | Middle East                           |
| 10. November 2005 | Philadelphia  | Vereinigte Staaten | North Star                            |
| 12. November 2005 | Bay Shore     | Vereinigte Staaten | Boulton Center for Performing Arts    |
| 20. November 2005 | Montclair     | Vereinigte Staaten | Bloomfield Avenue Cafe                |
| 26. November 2005 | Hartford      | Vereinigte Staaten | The Webster Underground               |
| 27. November 2005 | Asbury Park   | Vereinigte Staaten | The Stone Pony                        |
| 6. Dezember 2005  | Newark        | Vereinigte Staaten | Performing Arts Center                |
| 6. Dezember 2005  | Newark        | Vereinigte Staaten | Performing Arts Center                |
| 7. Dezember 2005  | Syracuse      | Vereinigte Staaten | Landmark Theatre                      |
| 9. Dezember 2005  | Albany        | Vereinigte Staaten | Palace Theatre                        |
| 10. Dezember 2005 | Providence    | Vereinigte Staaten | Providence Performing Arts Center     |
| 11. Dezember 2005 | Reading       | Vereinigte Staaten | Sovereign Center                      |
| 12. Dezember 2005 | Toms River    | Vereinigte Staaten | Rittaco Center                        |
| 13. Dezember 2005 | Boston        | Vereinigte Staaten | Orpheum Theatre                       |
| 14. Dezember 2005 | Philadelphia  | Vereinigte Staaten | Kimmel Center for the Performing Arts |
| 15. Dezember 2005 | Wallingford   | Vereinigte Staaten | Toyota Presents: The Oakdale Theatre  |
| 17. Dezember 2005 | New York City | Vereinigte Staaten | Best Buy Theater                      |